# Kněžice (Nymburki járás)
Kněžice település Csehországban, a Nymburki járásban. Kněžice Sloveč, Hlušice, Sekeřice, Žlunice, Židovice, Záhornice, Chroustov és Chotěšice településekkel határos. Lakosainak száma 558 fő (2024. január 1.).

## Népesség
A település lakosságának változását az alábbi diagram mutatja:
| Lakosok száma | 1384 | 1495 | 1447 | 988  | 610  | 485  | 497  | 503  | 527  | 558  |
|               | 1869 | 1890 | 1921 | 1950 | 1980 | 2001 | 2017 | 2019 | 2022 | 2024 |